# Pierścień i księga (poemat)

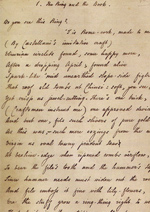
Pierwsza strona rękopisu Pierścienia i księgi

Pierścień i księga (ang. The Ring and the Book) – dzieło poetyckie Roberta Browninga, klasyfikowane jako poemat albo powieść wierszem, wydawane w latach 1868–1869

## Charakterystyka ogólna
Pierścień i księga jest dziełem ogromnym. Składa się z dwunastu ksiąg i liczy około 21 000 wersów, co samo w sobie zapewnia mu jedno z pierwszych miejsc w konkurencji najdłuższych dzieł wierszowanych. Dla porównania warto dodać, że Pan Tadeusz Adama Mickiewicza liczy 9714 wersów a Luzjady Luísa de Camõesa (składające się z 1102 oktaw) mają 8816 linijek.

## Forma
Utwór został napisany wierszem białym (blank verse), czyli nierymowanym pentametrem jambicznym (dziesięciozgłoskowcem), wzorcem najlepszym do największej epiki. Format ten został wprowadzony do poezji angielskiej w XVI wieku przez  Henry’ego Howarda, hrabiego Surrey. Poeta użył go w przekładzie fragmentów Eneidy Wergiliusza. Potem został zastosowany w dramacie elżbietańskim przez Thomasa Sackville’a i Thomasa Nortona w tragedii Gorboduc. Udoskonalony przez Thomasa Kyda i Christophera Marlowe’a stał się podstawowym środkiem wyrazu Williama Szekspira. W wielkiej epice ponownie wykorzystał go John Milton, pisząc Raj utracony. W późniejszym okresie wykorzystywali go między innymi John Keats (Hyperion), John Fitchett (Król Alfred), Edwin Atherstone (Upadek Niniwy, Izrael w Egipcie, Ostatnie dni Herkulanum), Alfred Tennyson (Święty Szymon Słupnik) i Matthew Arnold (Sohrab i Rustum).

## Styl
Język poematu – według Olivera S. Emersona – jest bardzo wyrafinowany, pełen latynizmów i italianizmów. Poeta pisze długimi rozbudowanymi składniowo zdaniami, ozdabiając je od czasu do czasu aliteracją i różnicując styl w zależności od osoby mówiącej i sytuacji. Niektóre z zastosowań aliteracji są bardzo wyraziste: A beak-nosed bushy-bearded black-haired lord (I, 782), What shall be mistily seen, murmuringly heard,/Mistakenly felt (I, 758-759),  from the tonsured scalp/To the sandaled sole (I, 331-332), This crime coiled with connivancy at crime (I, 816-817), Study some signal judgment that subsists/To blaze on, or else blot, the page which seals/The sum up of what gain or loss to God (X, 17-19), Was a mere castaway, the careless crime/Of an unknown man, the crime and care too much (VII, 142-143).

## Technika narracyjna
Pierścień i księga jest przykładem narracji prowadzonej z wielu różnych punktów widzenia. Poemat został napisany przy użyciu formy monologu dramatycznego. Bohaterowie przedstawiają swój ogląd przedstawianych zdarzeń. Obiektywna prawda zostaje ukazana poprzez wiele subiektywnych wypowiedzi. Krytyk Roy Sherman Stowell napisał: „During the study of this grand poem, I have been impressed with the author’s wonderful power of seeing and presenting the same limited group of facts in so many different lights, his ability to grasp and transmit to the reader the varied standpoints from which men of different types and conditions viewed the same sad tragedy.”

## Treść
Pierścień i księga to oparta na faktach historia kryminalna, rozgrywająca się we Włoszech w końcu siedemnastego wieku (1698). Poemat opowiada historię niespełna osiemnastoletniej w chwili śmierci Pompilli Comparini, która zginęła z rąk swojego męża hrabiego Guida Franceschiniego, za którego wyszła w wieku trzynastu lat. Hrabia, kiedy dowiedział się, że Pompilia, jako podrzutek, nie dziedziczy po swoich przybranych rodzicach, wpadł w furię i zaczął poniewierać swoją młodą małżonką. Maltretowana dziewczyna uciekła od męża przy pomocy księdza, Giuseppe Caponsacchiego. Niemniej szybko ich ujęto i oskarżono o czyny lubieżne. Jednak przy okazji postępowania sądowego wyszła na jaw prawda o małżeństwie Pompilii i Guida, a dziewczyna z oskarżonej stała się pokrzywdzoną. Zamknięto ją w klasztorze, choć nie by ja więzić, ale chronić. Po pewnym czasie ciężarna Pompilia została zwolniona do domu. Jednak hrabia wynajął czterech zbirów, napadł na dom rodzinny Pompilii. Comparini zginęli od razu, natomiast śmiertelnie ranna dziewczyna udawała martwą, co pozwoliło jej przeżyć jeszcze kilka dni i opowiedzieć całą historię. To zeznanie pogrążyło sprawcę. Wielki trybunał skazał go na śmierć przez ścięcie. Obrońca hrabiego schwycił się ostatniej deski ratunku i stwierdził, że jego klient, posiadający niższe święcenia, jako duchowny, nie może być karany śmiercią. Sprawa trafiła do papieża, który wnikliwie ją rozpatrzył, ale odmówił łaski i wyrok wykonano.

## Bohaterowie

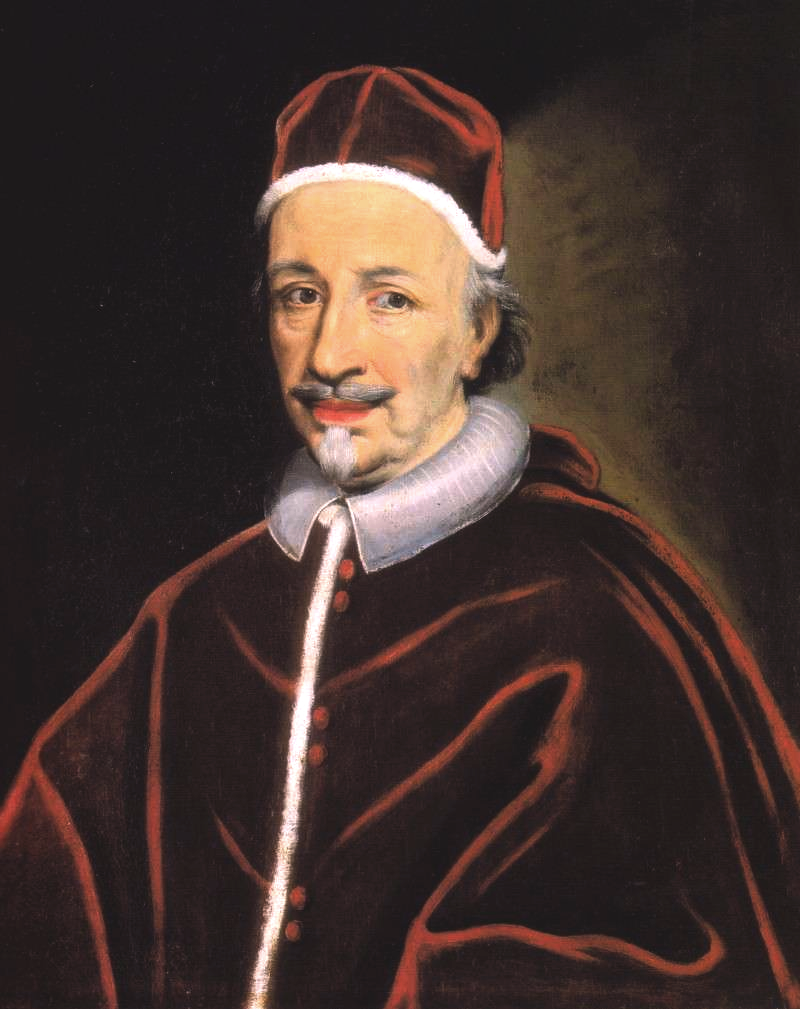
Papież Innocenty XII

W poemacie występuje czworo głównych bohaterów i zarazem narratorów:
- Pompilia Comparini
- hrabia Guido Franceschini
- Giuseppe Caponsacchi
- papież Innocenty XII

Są też inne postacie:
- Pietro i Violante Comparini, przybrani rodzice Pompilii
- Gaetano, dziecko Pompilii i hrabiego
- prawnicy, sędziowie
- mieszczanie

## Przyjęcie poematu

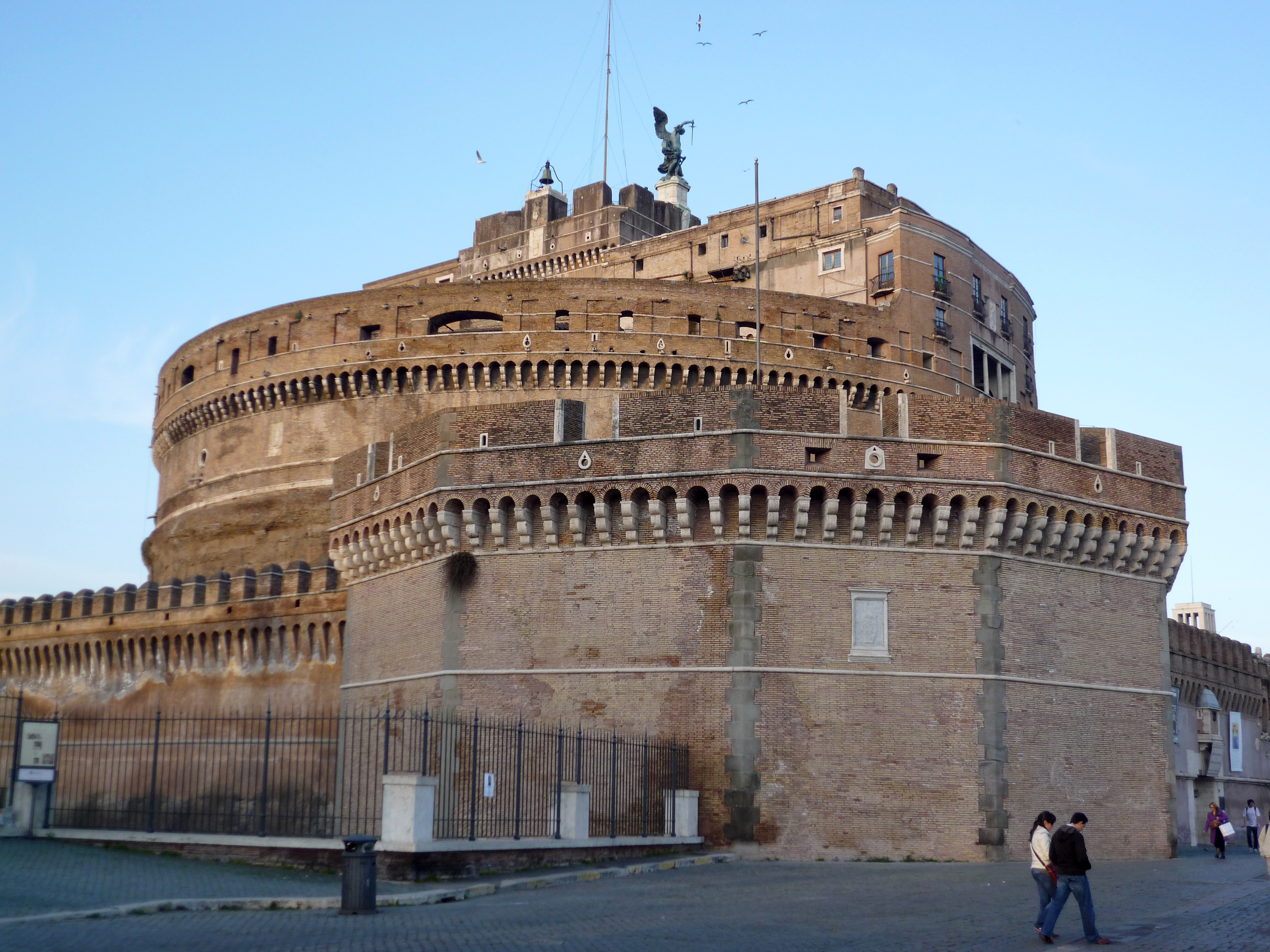
Zamek św. Anioła w Rzymie, w którym więziony był hrabia Guido Franceschini

Kryminalna historia Pompilii i Guida, mimo że napisana wierszem, okazała się ogromnym sukcesem wydawniczym i zapewniła dotąd lekceważonemu Browningowi pierwsze miejsce w panteonie poetów angielskich ex aequo z Alfredem Tennysonem. Wyrazem popularności poety stało się zakładanie Towarzystw Browningowskich, czyli klubów dyskusyjnych poświęconych omawianiu różnych zagadnień związanych z twórczością poety. Jedna z takich organizacji działa również obecnie.

## Geneza
Źródłem do napisania poematu była Stara żółta książeczka, którą poeta nabył na targu. Zawierała ona akta prawdziwego procesu hrabiego Guida Franceschiniego z 1698 roku. Były wśród nich autentyczne zeznania świadków wezwanych przed oblicze sądu. Poeta wspomina książeczkę w pierwszej księdze poematu:
Do you see this square old yellow Book, I toss
I’ the air, and catch again, and twirl about
By the crumpled vellum covers – pure crude fact
Secreted from man’s life when hearts beat hard,
And brains, high-blooded, ticked two centuries since?

## Wpływ poematu

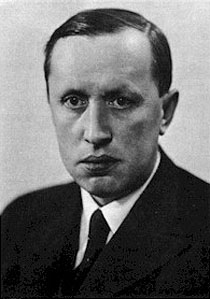
Karel Čapek

Technika narracji wielopunktowej, zastosowana przez Browninga, okazała się bardzo wpływowa. Stosowali ją liczni autorzy, jak czeski pisarz Karel Čapek (powieści Meteor i Osiem twarzy mistrza Foltyna), Karol Bunsch (O Zawiszy Czarnym opowieść), czy japoński nowelista Ryūnosuke Akutagawa, autor opowiadania W gąszczu, na podstawie którego powstał scenariusz filmu Akiry Kurosawy Rashōmon. Narracja wielopunktowa jest obecnie często stosowana, zwłaszcza w powieściach i filmach kryminalnych.

## Przekład
Niewielki fragment poematu przełożył na język polski Juliusz Żuławski.